# Călimănești
Călimănești este un oraș în județul Vâlcea, Oltenia, România, format din localitățile componente Căciulata, Călimănești (reședința), Jiblea Nouă, Jiblea Veche, Păușa și Seaca.
Orașul Călimănești se află situat în partea de nord-est a județului Vâlcea la poalele masivului Cozia și munților Căpățânii din Carpații Meridionali, pe ambele maluri ale râului Olt, la ieșirea acestuia din defileu, fiind la 20 km nord de reședința județului, municipiul Râmnicu Vâlcea și la 80 km sud de municipiul Sibiu.

## Istoricul așezării
Orașul Călimănești este cunoscut încă din vremea dacilor, care au descoperit efectele benefice ale apelor termale din zonă și în care Mircea cel Bătrân a ctitorit mănăstirea Cozia.
În anul 138 romanii cucerind Dacia ridică aici un castru de apărare în locul numit Bivolari sub poalele muntelui sfânt al dacilor, Kogaionon (muntele Cozia de astăzi), cunoscut sub numele de castrul roman „Arutela”, Arutela fiind denumirea romană a râului Olt. Construcția castrului a făcut ca în jurul lui să se dezvolte o așezare rurală bine închegată și bine dezvoltată pe ambele maluri ale Oltului.
Orașul Călimănești are un trecut zbuciumat, determinat de împrejurările istorice și sociale ale epocilor trecute. Satul lui Căliman, a luat ființă în jurul Mănăstirii Cozia. Legenda spune că Mănăstirea Cozia - de care este legată nașterea satului - a fost ridicată în apropierea alteia, zidită de Negru Vodă, care se găsește la poalele muntelui Capra, ceva mai la nord de mănăstirea Cozia. Întemeierea Principatelor Române la 24 ianuarie 1859, găsește în jurul mănăstirii Cozia un mănunchi de case mici, satul Cozia, ce coborau pe poalele munților până spre apa Oltului. "În aceste case își trăiau nevoile câțiva români care, poate făceau puntea de legătură dintre strămoșii noștri daco-romani și noi românii".
Orașul Călimănești este atestat documentar prima dată la 20 mai 1388 de către Mircea cel Bătrân "...a binevoit domnia mea să ridic din temelie o mănăstire...la locul numit Călimănești pe Olt, care a fost mai înainte satul boierului domniei mele Nan Udobă pe care cu dragoste și multă osârdie, după voia domniei mele, l-a închinat mai înainte zisei mănăstiri".

## Obiective turistice
- Mănăstirea Cozia ctitorie a marelui voievod Mircea cel Bătrân, unde se află locul de veșnică odihnă al său și al maicii Teofana, mama celui care la începutul veacului al XVII-lea a realizat prima unire a principatelor române, Mihai Viteazul,
- Schitul Ostrov ctitorie a lui Neagoe Basarab, considerat a fi prima mânăstire de maici din Țara Românească.
- Mănăstirea Turnu una din mânăstirile izolate din Vâlcea dar care beneficiază de un peisaj înconjurător spectaculos.
- Stănișoara o mânăstire aflată la aproximativ 6 kilometri distanță de Călimănești-Căciulata undeva în masivul Cozia.
- Schitul Sf. Ioan un locaș de cult cunoscut și sub denumirile "Biserica de sub stâncă" și "Cozia 2".
- Biblioteca Orășenească A. E. Baconschi o clădire monument istoric înscrisă în Lista Monumentelor Istorice din România.
- Cascada Lotrișor o spectaculoasă cădere de ape aflată la numai 6 kilometri distanță de Călimănești-Căciulata.
- Gara Călimănești o construcție datată din anul 1899 și care a reușit să-și păstreze de-a lungul secolelor identitate arhitectonică.
- Castrul roman Arutela în locul Bivolari, aproape de Hidrocentrala Cozia.
- Masa lui Traian, un promotoriu stâncos care prelungește Muchia lui Teofil până în albia Oltului; odinioară se aflau aici o masă și o cruce, iar azi se mai zărește doar o mică insulă. Se spune că în acest loc a luat masa împăratul Traian în timpul expediției spre Sarmizegetuza, împotriva lui Decebal. Dimitrie Bolintineanu a fost inspirat de această stâncă cănd a scris poezia „Cea din urmă noapte a lui Mihai cel Mare”.
- Parcul Național Cozia este unul din cele mai spectaculoase parcuri din țară, fiind amplasat în partea central-sudică a Carpaților Meridionali. Parcul se întinde pe o suprafață de 17.000 ha, din care 7.000 ha sunt destinate cercetărilor științifice. Parcul este acoperit aproape în întregime de păduri de fag, brad, molid, stejar, ce coboară până spre malurile Oltului, oferind un peisaj mirific. Tot aici se mai întâlnesc și specii de plante provenite din zone mai îndepărtate (Caucaz, Alpi, Balcani), precum laleaua pestriță traandafirul de Cozia Centaurea stoebe coziensis, stipa crassiculmis, Gulium baillonii, Silene dinarica, floarea de colț, iedera albă, irisul, crinul galben de pădure, dedițelul. Parcul Național Cozia găzduiește și specii de animale sălbatice precum: capra neagră, căpriorul, cerbul carpatin, pisica sălbatică, râsul, lupul, ursul. Pe stâncile însorite se întâlnesc și unele specii de vipere (comună și cu corn).
- Cascada Urzicii sau Gardului, situată pe cursul pârâului Gardului sau Urzicii, afluent al Păușii, are o cădere de 17 m și este o atracție spectaculoasă pentru turiști.
- Drumul Geniului/Drumul de cură balneară/Drumul muncitorului este un alt punct de atracție turistic. A fost construit la sfârșitul secolului trecut de către geniști, în scop militar și civil, pentru transportul lemnelor din pădure. Drumul care se întinde pe o distanță de 2 km, dispune de electricitate, numeroase bănci pentru odihnă, fiind străjuit de copaci seculari. Un punct de atracție pentru turiști este „Podul suspendat”, un pod metalic situat la înălțime, peste un pârâu, fără pilon de susținere la centru.[5]

Orașul Călimănești a fost vizitat de oameni deosebiți ai culturii române. Mihai Eminescu, poetul național al românilor, trecând prin această așezare venind dinspre Ardeal și vizitând mănăstirea Cozia, în anul 1882, face o remarcă zguduitoare a stării de fapt a ceea ce ajunsese locașul ctitorit și totodată loc de odihnă veșnică al marelui domn Mircea cel Bătrân. Arată poetul în ziarul Timpul din 12 septembrie 1882: "Cozia, unde este înmormântat Mircea cel Bătrân, cel mai mare domn al Țării Românești, acela sub care țara cuprindea amândouă malurile Dunării până în mare, Cozia locul unde e înmormântată familia lui Mihai Viteazul, un monument istoric aproape egal ca vechime ca țara - ce-a devenit aceasta? Pușcărie."
Octavian Goga, într-o iarnă geroasă a anului 1909, "poetul pătimirii noastre", a venit la Călimănești pentru a pregăti apariția volumului "Ne cheamă pământul". A stat într-o căsuță din Căciulata, aproape de malul Oltului înghețat, al acelui Olt căruia la Budapesta fiind, îi dedicase poezia cu același nume, fără să-l vadă vreodată.
Fiecare epocă și-a pus amprenta asupra localității, mărturiile fiind păstrate și astăzi, constituind prețuirea de care ele s-au bucurat din partea localnicilor.

## Stațiunea balneo-climaterică
Legenda spune că un cioban se spovedește călugărilor mănăstirii Cozia spunându-le că el s-a vindecat de "metehnele trupului" scăldându-se într-un lac din "câmpul lui Căliman". Crede că acest lac are "puteri cerești din moment ce el nu mai are dureri de spate, iar oile rănite s-au vindecat". Călugării au verificat mărturia ciobanului și au găsit chiar în jurul mănăstirii izvoare de unde "cură piatră pucioasă". Meșteri în a vindeca diferite "metehne ale trupului" construiesc pe lângă mănăstire o "bolniță" (un fel de spital) unde oamenii bolnavi vin să se trateze.
Însuși ctitorul mănăstirii Cozia domnitorul Mircea cel Bătrân a venit și s-a tratat aici la bătrânețe. Mai târziu va veni spre vindecare și urmașul său Matei Basarab.
Pe la jumătatea secolului XIX doctorul Carol Davila recomandă împăratului Napoleon al III-lea, care suferea de o boală a ficatului, apa actualului izvor nr. 1 de la Căciulata. Apa era îmbuteliată și dusă cu poștalionul la Paris.
De asemeni Franz Joseph, împăratul Austro-Ungariei, a beneficiat de tratamentul apelor minerale de la Căciulata.
Datorită faimei apelor miraculoase stațiunea Călimănești nu a mai parcurs toate etapele dezvoltării de la cătun la sat, comună, oraș, ci a trecut direct la stadiul de stațiune.
Frumusețea locurilor este aceea care-i determină pe marii potentați ai începutului de secol XX să-și construiască splendide vile în stil elvețian, un sanatoriu și cazinouri (clădirea actualei biblioteci și unul pe insula Ostrov) pentru petrecerea vacanțelor într-un peisaj încântător a Văii Oltului, plină de verdeață și de aerul curat al munților, astăzi sunt în paragină, sau nu mai sunt.
După 1900 la Călimănești se construiește "Hotel Central - Pavilionul", dotat cu o bază de tratament, la început băi, iar apoi cu diferite proceduri balneare. Totodată pacienții fac și cure interne cu ape minerale de la izvoarele care se află atât la Călimănești, Căciulata cât și la Cozia.
În anul 1912, pe insula Ostrov, unica insulă a râului Olt locuibilă, de fapt unica insulă a unui râu interior din România, în cadrul mirific al unei păduri seculare de brad se construiește un cazinou în partea de sud la locul numit la Vâltoare. În acest loc de-a lungul timpului au avut loc întreceri sportive ale înotătorilor locali. De asemeni a fost amenajată o popicărie și o scenă, locul prezentării unor spectacole artistice. Insula a atras viligiaturiștii nu numai prin prezența cazinoului, pădurii seculare și susurului cristalin al apelor bătrânului Alutus. Insula a fost și este locul Schitului Ostrov, ctitorie a lui Neagoe Basarab.
De remarcat este faptul că în anii 1975-1980, datorită lucrărilor de amenajare hidrotehnică a Oltului insula a fost supraînălțată, de asemeni și schitul, însă autoritățile de atunci au considerat că nu este necesară și reconstrucția cazinoului. Dar ce a fost mai dezastros a fost ca toată pădurea seculară a fost distrusă, aceea replantată nefiind nici pe departe de ceea ce a fost cândva. Și mai mult, fără niciun respect cel puțin de o ctitorie a unuia din importanții domnitori ai neamului românesc, ce să mai discutăm de un lăcaș de închinăciune, lângă schit construind un ștrand. După 1989 insula este cedată schitului.
Tot cu această ocazie a lucrărilor hidro, au dispărut și cele două bacuri care traversau Oltul la Păușa și din insula Ostrov la fosta haltă CFR, Călimănești.
Stațiunea, în timp se extinde către Căciulata unde există izvoare termale și minerale din belșug, iar apoi către Cozia, prin construirea de hoteluri și baze de tratament, înainte de 1989.
La Păușa se afla una din cele mai mari tabere școlare și studențești, locul unde generații de elevi și studenți au petrecut clipe de neuitat ale vacanțelor școlare, acum în paragină. De aici au pornit în drumeții spre mănăstirile Turnu, Stănișoara, Schitul Sf. Ioan, Cozia, ori Cornetu, Masa lui Traian (azi sub apele Oltului) și muntele Cozia, magnificul urs de piatră culcat pe spate. Tot neuitate au rămas și serile dansante organizate pe terasele diferitelor vile ce au dispărut.
Industria de bază a orașului este cea a turismului balnear și este acaparată cu "sprijin" de un investitor.

## Demografie
Componența etnică a orașului Călimănești
     Români (82,51%)
     Romi (5,43%)
     Alte etnii (0,07%)
     Necunoscută (11,99%)
Componența confesională a orașului Călimănești
     Ortodocși (86,3%)
     Alte religii (0,83%)
     Necunoscută (12,87%)
Conform recensământului efectuat în 2021, populația orașului Călimănești se ridică la 7.348 de locuitori, în scădere față de recensământul anterior din 2011, când fuseseră înregistrați 7.622 de locuitori. Majoritatea locuitorilor sunt români (82,51%), cu o minoritate de romi (5,43%), iar pentru 11,99% nu se cunoaște apartenența etnică. Din punct de vedere confesional, majoritatea locuitorilor sunt ortodocși (86,3%), iar pentru 12,87% nu se cunoaște apartenența confesională.
|  | Graficele sunt indisponibile din cauza unor probleme tehnice. Mai multe informații se găsesc la Phabricator și la wiki-ul MediaWiki. |

Date: Recensăminte sau birourile de statistică - grafică realizată de Wikipedia

## Politică și administrație
Orașul Călimănești este administrat de un primar și un consiliu local compus din 15 consilieri. Primarul, Florinel Constantinescu[*], de la Partidul Național Liberal, este în funcție din 2012. Începând cu alegerile locale din 2024, consiliul local are următoarea componență pe partide politice:
|  | Partid                          | Consilieri | Componența Consiliului | Componența Consiliului | Componența Consiliului | Componența Consiliului | Componența Consiliului | Componența Consiliului |
|  | ------------------------------- | ---------- | ---------------------- | ---------------------- | ---------------------- | ---------------------- | ---------------------- | ---------------------- |
|  | Partidul Social Democrat        | 6          |                        |                        |                        |                        |                        |                        |
|  | Partidul Național Liberal       | 6          |                        |                        |                        |                        |                        |                        |
|  | Alianța Dreapta Unită           | 2          |                        |                        |                        |                        |                        |                        |
|  | Alianța pentru Unirea Românilor | 1          |                        |                        |                        |                        |                        |                        |

## Personalități
- Nicolae Rădescu (1874 – 1953), general și om politic, ultimul prim-ministru al României înainte de instaurarea regimului comunist în România;
- Dinu Vasiu (1914 - 2001), pictor;
- Virgil Moise (n. 1934), pictor, scenograf;
- Mioara Roman (1940 - 2024), jurnalistă, scriitoare, soție a lui Petre Roman;
- Adina Cezar (1941 - 2024), coregrafă;
- Florin Zamfirescu (n. 1949), actor de teatru și film, Casa de Cultură  din Călimănești îi poartă astăzi numele;
- Ion Constantinescu (n. 1962), pictor;
- Laurențiu-Nicolae Cazan (n. 1982), politician.

## Galerie de imagini

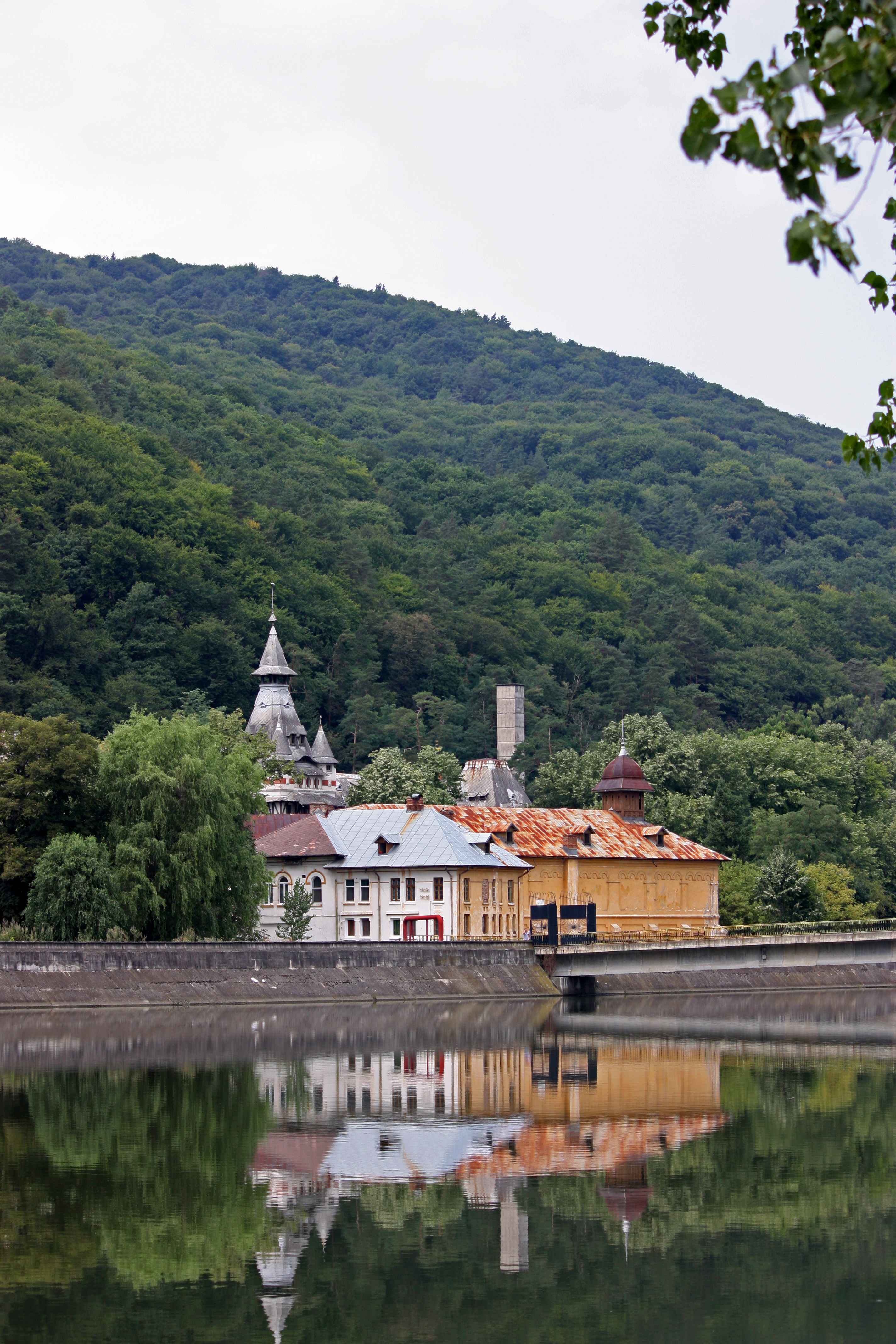
Pavilionul central din Călimănești
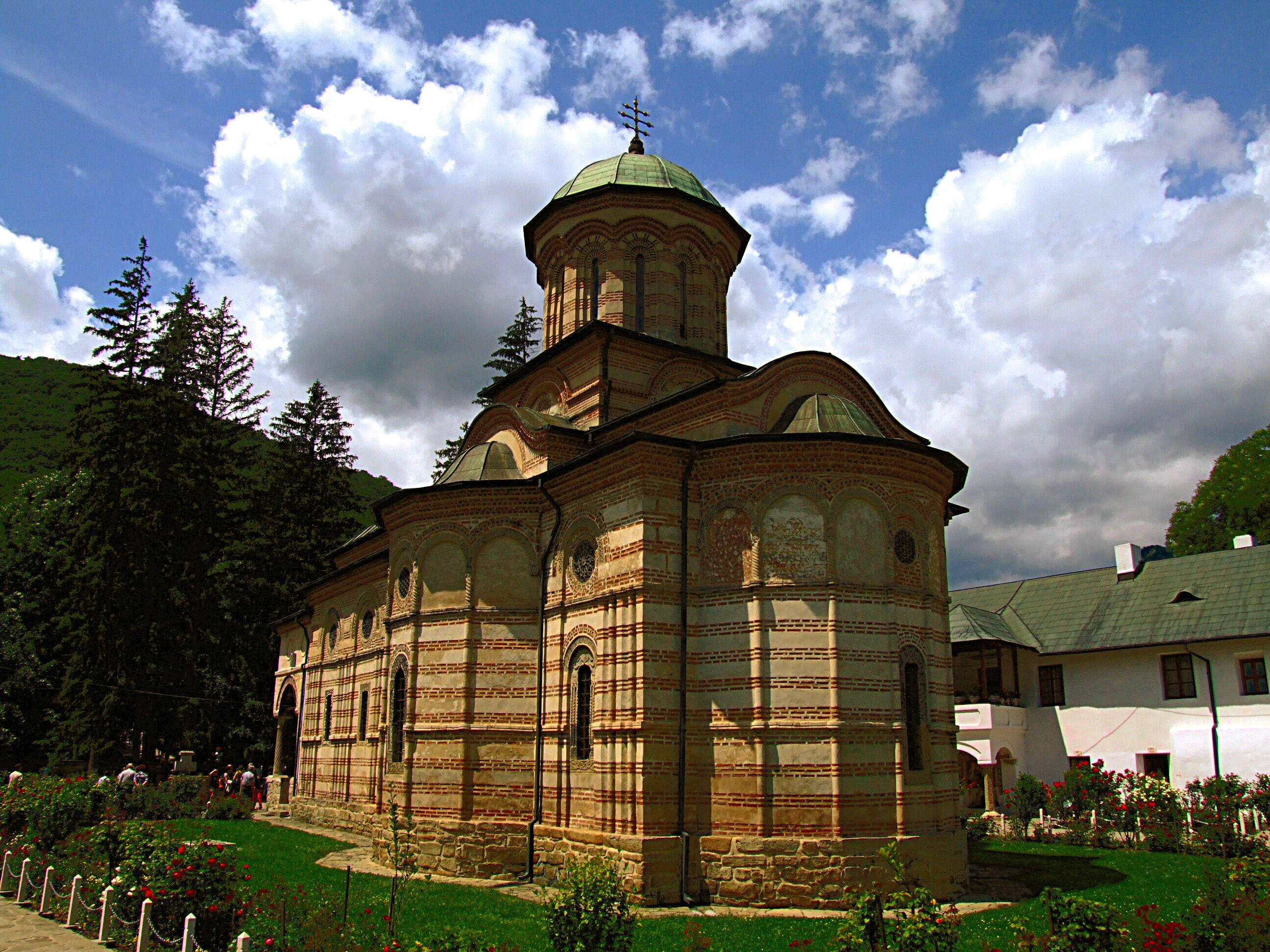
Mănăstirea Cozia (vedere laterală)
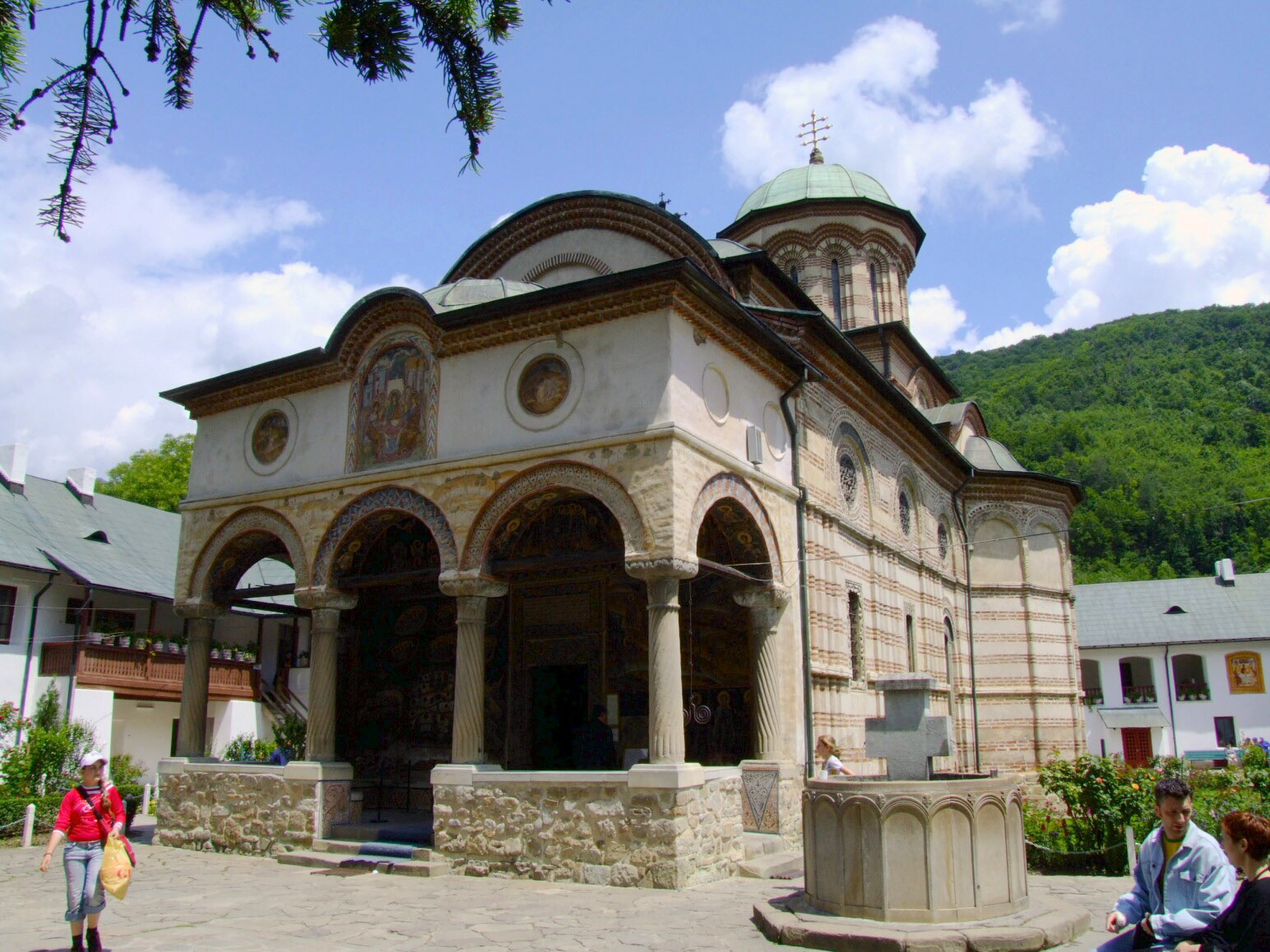
Mănăstirea Cozia (vedere din față)
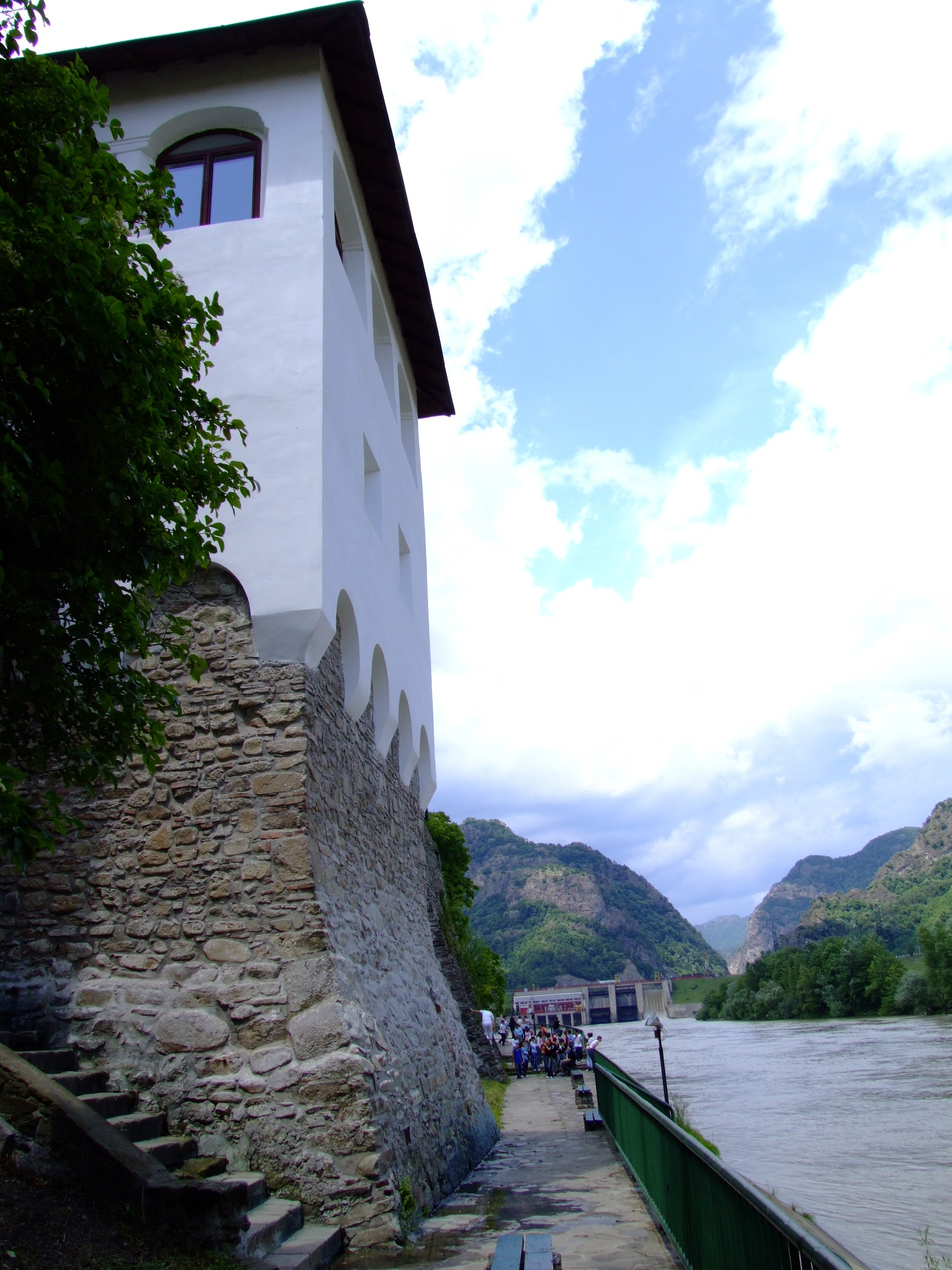
Oltul sub zidurile mănăstirii Cozia